# Lijst van voetbalinterlands Brazilië - Zuid-Afrika
Deze lijst van voetbalinterlands is een overzicht van alle officiële voetbalwedstrijden tussen de nationale teams van Brazilië en Zuid-Afrika. De landen hebben tot op heden vijf keer tegen elkaar gespeeld. De eerste ontmoeting was een vriendschappelijke wedstrijd op 24 april 1996 in Johannesburg. Het laatste duel, eveneens een vriendschappelijke wedstrijd, werd gespeeld op 5 maart 2014 in Johannesburg.

## Wedstrijden
| № | Plaats       | Datum            | Competitie                   | Wedstrijd              | Uitslag |
| - | ------------ | ---------------- | ---------------------------- | ---------------------- | ------- |
| 1 | Johannesburg | 24 april 1996    | Vriendschappelijk            | Zuid-Afrika − Brazilië | 2 − 3   |
| 2 | Johannesburg | 7 december 1997  | Vriendschappelijk            | Zuid-Afrika − Brazilië | 1 − 2   |
| 3 | Johannesburg | 25 juni 2009     | FIFA Confederations Cup 2009 | Brazilië − Zuid-Afrika | 1 − 0   |
| 4 | São Paulo    | 7 september 2009 | Vriendschappelijk            | Brazilië − Zuid-Afrika | 1 − 0   |
| 5 | Johannesburg | 5 maart 2014     | Vriendschappelijk            | Zuid-Afrika − Brazilië | 0 − 5   |

## Samenvatting
| Competitie              | Totaal gespeeld | Winst Brazilië | Gelijk | Winst Zuid-Afrika | Doelsaldo Brazilië – Zuid-Afrika |
| ----------------------- | --------------- | -------------- | ------ | ----------------- | -------------------------------- |
| FIFA Confederations Cup | 1               | 1              | 0      | 0                 | 1 − 0                            |
| Vriendschappelijk       | 4               | 4              | 0      | 0                 | 6 − 3                            |
| Totaal                  | 5               | 5              | 0      | 0                 | 7 − 3                            |

Wedstrijden bepaald door strafschoppen worden, in lijn met de FIFA, als een gelijkspel gerekend.